# Cecilia Baena
Cecilia Baena Guyader (* 10. Oktober 1986 in Cartagena, Kolumbien) ist eine kolumbianische Speedskaterin.

## Karriere
Im Alter von nur drei Jahren begann Cecilia Baena mit dem Inlineskaten in Cartagena. Bei den Junioren-Weltmeisterschaften 2003 in Barquisimeto war sie die überragende Skaterin, sie gewann 7 Goldmedaillen. 2005 konnte sie nicht an den Weltmeisterschaften teilnehmen, da sie sich nicht qualifiziert hat. 2010 gewann sie drei Goldmedaillen bei den Zentralamerika- und Karibikspielen. Seit 2012 startet Baena für das EO-Skates World Team. Am 1. April gewann sie das Auftaktrennen des German-Inline-Cup beim Berliner Halbmarathon.
Außerhalb des Sports engagiert sie sich für UNICEF.
La Chechi ist die Tochter von Eugenio Baena (Sportjournalist) und Ruth Guzmán Rojas.
Sie hat zwei Geschwister, Juan Carlos and Raquel Alicia und ist seit dem 15. Juli 2011 mit ihrem langjährigen Freund, dem französischen Speedskater Yann Guyader, verheiratet.

## Weltrekorde
| Distanz | Zeit    | km/h | Ort                        | Gültigkeit     |
| ------- | ------- | ---- | -------------------------- | -------------- |
| 500 m   | 44,78 s | 40,2 | Barrancabermeja, Kolumbien | 5. August 2000 |

## Palmarès
- 2000
  - Junioren-Weltmeisterschaft in Barrancabermeja, Kolumbien
    - 4 Gold, 1 Silber
    - Bahn: Gold 500 m, Gold 1000 m, Gold 5000 m Staffel
    - Straße: Gold 500 m, Silber 1000 m
- 2001
  - Junioren-Weltmeisterschaft in Valence d’Agen, Frankreich
    - 3 Gold, 2 Silber
    - Bahn: Silber 300 m, Gold 500 m, Gold 1000 m
    - Straße: Gold 500 m, Silber 1000 m
- 2002
  - Junioren-Weltmeisterschaft in Ostende, Belgien
    - 4 Gold, 1 Bronze
    - Bahn: Bronze 300 m, Gold 500 m, Gold 1000 m, Gold 5000 m Staffel
    - Straße: Gold Marathon
- 2003
  - Junioren-Weltmeisterschaft in Barquisimeto, Venezuela
    - 7 Gold, 1 Silber, 2 Bronze
    - Bahn: Bronze 300 m Einzelsprint, Gold 500 m Sprint, Gold 1000 m Sprint, Gold 5000 m Staffel, Silber 15.000 m Ausscheidungsrennen
    - Straße: Bronze 200 m Einzelsprint, Gold 500 m Sprint, Gold 5000 m Punkterennen, Gold 10.000 m Staffel, Gold Marathon

  - World Inline Cup
    - Siegerin Engadin, 2. Platz Zürich
- 2004
  - WM in L’Aquila, Italien
    - 3 Gold, 2 Bronze
    - Bahn: Bronze 500 m Sprint, Gold 1000 m Sprint
    - Straße: Gold 500 m Sprint, Gold 5000 m Punkterennen, Bronze Marathon

  - World Inline Cup
    - Siegerin Berlin-Marathon
    - 2 weitere Siege bei WIC-Rennen (Seoul und Nizza)
    - Rang 8 in der Weltrangliste (WIC)
- 2005
  - World Games in Duisburg
    - 1 Gold, 1 Silber, 1 Bronze
    - Bahn: Bronze 500 m Sprint, Gold 3000 m, Silber 10.000 m Ausscheidungsrennen

  - Sieg beim WIC-Rennen in Duluth
- 2006
  - WM in Anyang, Korea
    - 2 Gold, 2 Silber
    - Bahn: Silber 300 m Einzelsprint, Silber 500 m Sprint, Gold 1000 m Sprint
    - Straße: Gold Marathon
- 2008
  - World Inline Cup
    - Siegerin Gesamtwertung
    - Siegerin Berlin-Marathon
    - Siegerin Zug, Rennes, Incheon, Weinfelden, Suzhou und Zürich
    - Platz 2 Engadin und XRace
    - Platz 3 Sursee

  - Siegerin Mittelrhein Marathon
- 2009
  - World Inline Cup
    - Siegerin Gesamtwertung
    - Siegerin Berlin-Marathon
    - Siegerin Incheon, Dijon, Zürich, Engadin, Zug und XRace
    - Platz 3 Cartagena

  - Siegerin Berliner Halbmarathon
- 2010
  - World Inline Cup
    - Platz 2 Gesamtwertung

  - Siegerin Berliner Halbmarathon
- 2012
  - WM in San Benedetto del Tronto
    - Gold Marathon

  - Siegerin Berliner Halbmarathon